# Pi Aquarii
Pi Aquarii (Seat, Wasat al Achbiya, Media Tabernaculorum, 52 Aquarii) é uma estrela na direção da constelação de Aquarius. Possui uma ascensão reta de 22h 25m 16.61s e uma declinação de +01° 22′ 38.6″. Sua magnitude aparente é igual a 4.80. Considerando sua distância de 1101 anos-luz em relação à Terra, sua magnitude absoluta é igual a −2.84. Pertence à classe espectral B1Ve. É uma estrela variável γ Cassiopeiae.